# Mustafa Ertan
Mustafa Ertan (Ankara, Turquía; 21 de abril de 1926 – Bursa, Turquía; 17 de diciembre de 2005) fue un futbolista y entrenador turco que jugaba en la posición de defensa.

## Carrera

### Club
Inició su carrera en 1949 con el Harp Okulu Ankara y jugó en cinco equipos de Turquía, donde logró el campeonato nacional con el Besiktas JK en la temporada 1959-60, manteniéndose activo hasta su retiro en 1964.

### Selección nacional
Jugó para Turquía de 1949 a 1961 anotando un gol en 29 partidos, el cual anotó ante Alemania Federal en el mundial de Suiza 1954, además de participar en los Juegos Olímpicos de Helsinki 1952 y Roma 1960.

### Entrenador
Dirigió a seis equipos de Turquía entre 1961 y 1976 y en dos etapas fue entrenador del Türk Telekomspor y el Bursaspor.

## Logros
- Superliga de Turquía: 1

1959/60